# Liste des bourgmestres de Mayence
 (mai 2024).
Si vous disposez d'ouvrages ou d'articles de référence ou si vous connaissez des sites web de qualité traitant du thème abordé ici, merci de compléter l'article en donnant les références utiles à sa vérifiabilité et en les liant à la section « Notes et références ».

Blason de Mayence

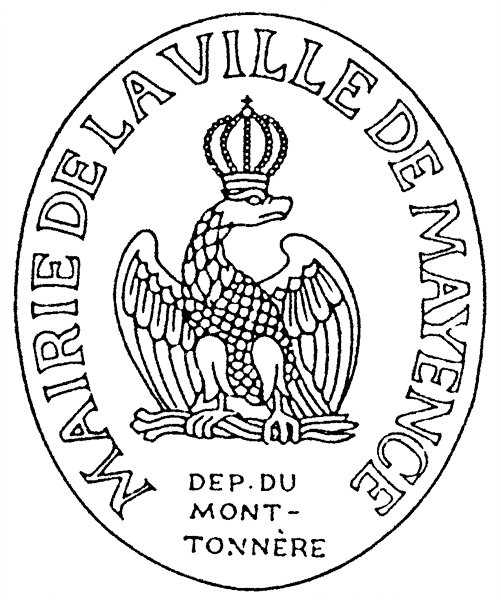
Mayence occupée par la France

Liste non exhaustive des bourgmestres de Mayence. Ils siègent à l'hôtel de ville de Mayence.

## XVIIIesiècle
- 1793 : Franz Konrad Macké

## XIXesiècle
- 1800 - 1814 : Franz Konrad Macké
- 1814 - 1831 : Franz Freiherr Gedult von Jungenfeld
- 1831 - 1834 : Franz Konrad Macké
- 1834 - 1836 : Stephan Metz
- 1837 - 1838 : Johann Baptist Heinrich
- 1839 - 1841 : Stephan Metz
- 1842 - 1860 : Nikolaus Nack
- 1861 - 1864 : Karl Schmitz
- 1865 - 1871 : Franz Schott
- 1871 - 1872 : Karl Racké
- 1872 - 1877 : Carl Wallau
- 1877 - 1885 : Alexis Dumont
- 1885 - 1894 : Georg Oechsner
- 1894 - 1905 : Heinrich Gassner

## XXesiècle

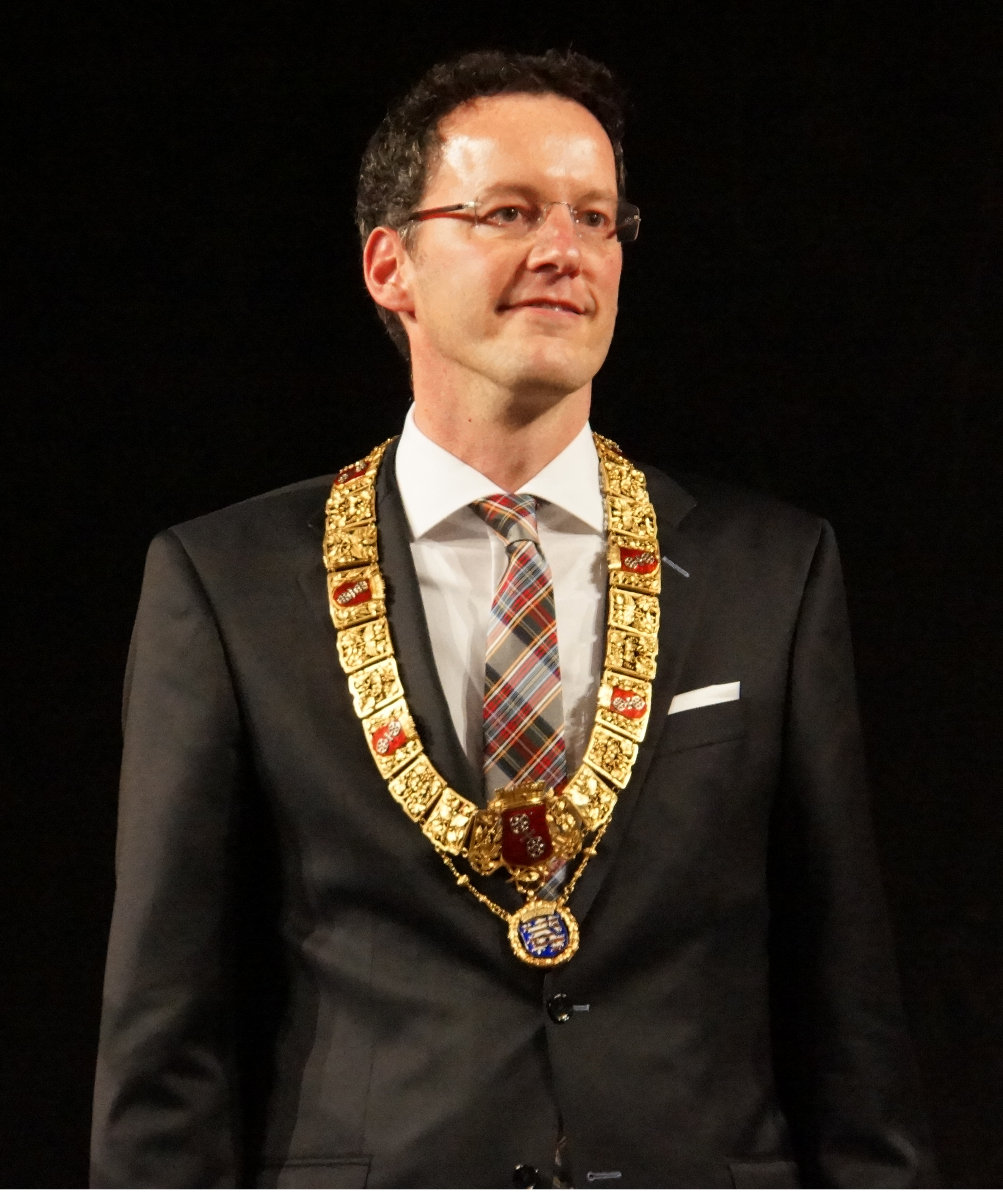
Michael Ebling, maire depuis 18 avril 2012 avec son collier de bourgmestres de Mayence

- 1905 - 1919 : Karl Göttelmann
- 1919 - 1931 : Karl Külb
- 1931 - 1933 : Wilhelm Ehrhard
- 1934 - 1942 : Robert Barth
- 1942 - 1945 : Heinrich Ritter
- 1945 : Rudolph Walther
- 1945 - 1949 : Emil Kraus
- 1949 - 1965 : Franz Stein
- 1965 - 1987 : Jakob "Jockel" Fuchs
- 1987 - 1997 : Herman-Hartmut Weyel
- 1997 - 31 décembre 2011: Jens Beutel

## XXIesiècle
- 2012 - 2022: Michael Ebling
- 2023 - jusqu'à ce jour: Nino Haase[1]